# Carlos Peralta (giocatore di calcio a 5)
Carlos Peralta (14 ottobre 1962) è un ex giocatore di calcio a 5 paraguaiano.

## Biografia
Utilizzato nel ruolo di giocatore di movimento, come massimo riconoscimento in carriera ha la partecipazione con la Nazionale di calcio a 5 del Paraguay al FIFA Futsal World Championship 1992 ad Hong Kong dove la nazionale sudamericana non ha superato il primo turno, eliminata nel girone comprendente Paesi Bassi, Iran e Italia.